# Clube Português de Canicultura
Clube Português de Canicultura (CPC) är Portugals nationella kennelklubb som sedan 1933 är en av medlemsorganisationerna i den internationella kennelfederationen Fédération Cynologique Internationale (FCI). Den är de portugisiska hundägarnas intresse- och riksorganisation och för nationell stambok över hundraser. Organisationen grundades 1931. Huvudkontoret ligger i Lissabon.